# Hodslavice
Hodslavice (en allemand : Hotzendorf) est une commune du district de Nový Jičín, dans la région de Moravie-Silésie, en République tchèque. Sa population s'élevait à 1 731 habitants en 2020.

## Géographie
Hodslavice se trouve à 7 km au sud du centre de Nový Jičín, à 36 km au sud-est d'Ostrava et à 265 km à l'est-sud-est de Prague.
La commune est limitée par Nový Jičín au nord, par Životice u Nového Jičína et Mořkov à l'est, par Zašová au sud, et par Hostašovice à l'ouest.

## Histoire
La première mention écrite du village date de 1411.

## Personnalités
- František Palacký (1798-1876), historien et homme politique tchèque